# Galassia satellite

Galassie satelliti della Via Lattea.

Una galassia satellite è una galassia che orbita intorno ad un'altra di maggiori dimensioni per effetto dell'attrazione gravitazionale.

## Caratteristiche
Nonostante una galassia sia composta da un gran numero di oggetti (stelle, pianeti, nebulose, etc) non collegati tra loro, ha un centro di massa che rappresenta il punto medio ponderato delle posizioni di ogni oggetto che la compone al pari di un qualsiasi oggetto che ha per centro di massa il punto medio delle posizioni di tutte le molecole che lo compongono, o come i pianeti del nostro sistema solare sono gravitazionalmente legati al Sole.
In una coppia di galassie orbitanti, se una è considerevolmente più grande dell'altra, allora la più grande è detta principale mentre la più piccola è detta satellite. Se due galassie orbitanti sono di dimensioni simili, allora formano un sistema binario. Anche se normalmente le satelliti sono galassie nane, le satelliti di ammassi di galassie possono avere dimensioni notevoli.
Galassie che si avvicinano sufficientemente possono collassare, fondersi insieme, rompersi, o trasferire alcuni oggetti dall'una all'altra. In queste situazioni, è difficile dire dove inizia una galassia e dove finisce un'altra. Le collisioni tra galassie non determinano necessariamente collisioni tra gli oggetti delle galassie, dato che le galassie sono per lo più spazio vuoto.
La nostra galassia, la Via Lattea, è orbitata da una cinquantina di galassie satelliti, che costituiscono il Gruppo Locale; la maggiore di queste satelliti è la Grande Nube di Magellano. Nel caso della galassia di Andromeda, una satellite è la galassia M110.
Le galassie satelliti non sono i soli oggetti astronomici gravitazionalmente legati a galassie primarie di maggiori dimensioni, come è il caso degli ammassi globulari. Per questo motivo gli astronomi hanno definito le galassie come collezioni di stelle gravitazionalmente legate, che mostrano proprietà che non possono essere spiegate solamente come una combinazione di materia barionica e legge di gravitazione universale.
Ad esempio, le misure della velocità orbitale di stelle e gas all'interno di una galassia a spirale danno luogo a una curva di velocità di rotazione galattica che devia in modo significativo dalle predizioni teoriche. Queste osservazioni hanno portare a ipotizzare nuove spiegazioni, come l'esistenza della materia oscura o modifiche alla dinamica newtoniana.
Gli ammassi globulari pertanto, anche se sono satelliti di una galassia principale, non possono essere inclusi tra le galassie satelliti che, non solo sono più estese e diffuse, ma sono anche circondate da un alone galattico di materia oscura, ossia da un alone oscuro, che ha influenzato il loro processo di formazione.

## Interazioni tra galassie
Le interazioni tra una galassia satellite e una galassia principale possono avere conseguenze di notevole importanza sulla componente di minori dimensioni, che può essere dilaniato dalle forze di marea o dalla pressione ram. Queste due azioni combinate sono in grado di rimuovere grandi quantità di gas dalla satellite, dove pertanto viene a cessare la formazione stellare e la piccola galassia entra in uno stato di quiescenza.
Le galassie satelliti possono anche entrare in collisione con la principale dando luogo a una fusione minore, cioè una fusione tra galassie di dimensioni notevolmente diverse. Una satellite può però anche fondersi con un'altra satellite dando luogo a quella che viene definita una fusione maggiore, in quanto avvenuta tra due oggetti di massa comparabile.
Le galassie sono composte per lo più da spazio vuoto, mezzo interstellare e polvere cosmica; la fusione galattica non comporta quindi in generale una collisione diretta tra gli oggetti che compongono le due strutture, ma questi eventi danno luogo a una galassia di dimensioni maggiori. Gli astronomi cercano di comprendere le condizioni della velocità a cui avvengono le fusioni maggiori e minori, per ricavare una migliore comprensione sulla formazione delle enormi strutture di conglomerati galattici gravitazionalmente legati come i gruppi di galassie o gli ammassi galattici.

### Fusioni minori ( o cannibalismo galattico)

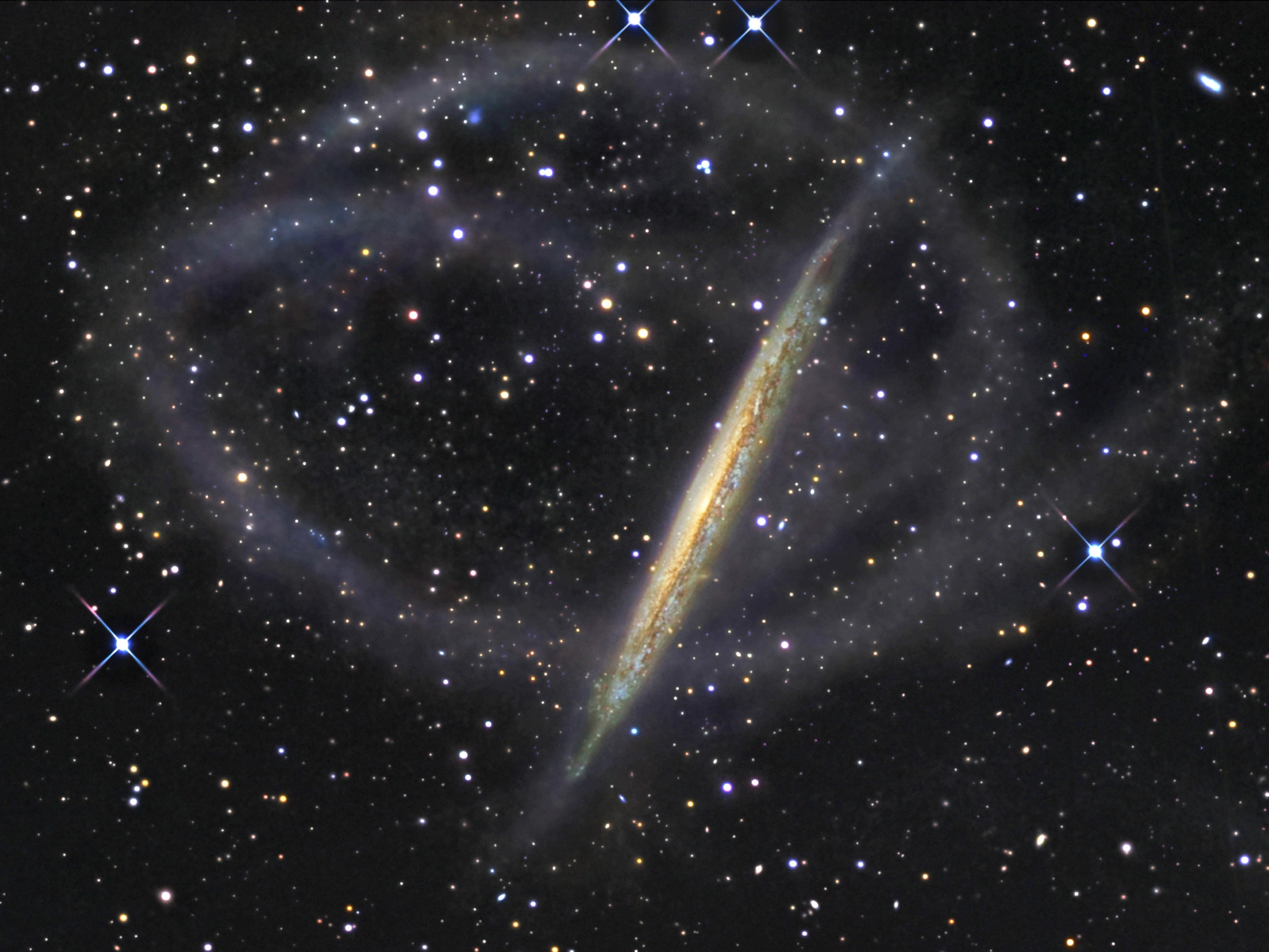
Resti del cannibalismo collegato a una fusione minore sono visibili sotto forma di corrente stellare in caduta verso la galassia principale NGC 5907.

Nel corso della loro vita, le galassie satelliti in orbita nell'alone oscuro sono soggette all'attrito dinamico e di conseguenza ricadono nel potenziale gravitazionale della galassia principale che provoca il loro decadimento orbitale. Nel corso di questa discesa, le stelle delle regioni esterne della satellite vengono gradatamente strappate via dalle forze di marea della principale. Il processo continua fino a che la satellite è completamente dilaniata dalla principale. Evidenze di questo processo distruttivo si possono osservare nella corrente di relitti stellari visibili attorno alle galassie più lontane.

### Origine del disco spesso come conseguenza di una fusione minore
Le osservazioni sulle galassie viste di taglio suggeriscono la presenza generalizzata di un disco sottile, un disco spesso e un alone galattico nella struttura delle galassie. Non è peraltro appurato se il disco sottile e quello spesso siano veramente da considerarsi come due componenti distinti.
Tra le varie teorie proposte per spiegare l'origine del disco spesso, è stato ipotizzato che nel corso di una fusione minore il preesistente disco sottile di una galassia principale venga riscaldato e di conseguenza si espanda fino a dare luogo a un disco più spesso.